# 1. NL
Die 1. NL (Abk. für Prva Nogometna Liga, dt. 1. kroatische Fußballliga) ist die zweithöchste Fußball-Spielklasse in Kroatien.
Der Spielbetrieb wird seit der Gründung im Frühjahr 1992 vom kroatischen Fußballverband durchgeführt.

## Geschichte
Die Liga wurde 1991 nach der Auflösung der jugoslawischen Ersten Liga gegründet und wird vom kroatischen Fußballverband betrieben. Seit ihrer Gründung hat die 2. HNL viele Änderungen in ihrem System und der Anzahl der teilnehmenden Vereine durchlaufen. In den ersten drei Spielzeiten wurden zwei Punkte für einen Sieg vergeben, von der Saison 1994/95 wurde dies auf drei Punkte geändert. Über die Reihenfolge der Platzierung bei Punktgleichheit entscheidet der direkte Vergleich. Jede Saison beginnt Ende Juli oder Anfang August und endet im Mai mit einer zweimonatigen Pause zwischen Dezember und Februar. Derzeit nehmen 16 Teams an der 2. HNL teil.
Die erste Saison begann im Februar 1992 und endete im Juni 1992. Sie war aufgeteilt in die vier Staffeln Nord, West, Ost und Süd, wobei in der Staffel Ost wegen des Kroatienkrieges keine Spiele ausgetragen wurden. In den drei anderen Staffeln starteten insgesamt 18 Mannschaften. Die Meister jeder Staffel spielten in der „Meisterrunde“ einen Gesamtsieger aus.
In der Saison 1992/93 wurde die Liga auf 32 Mannschaften ausgedehnt. Die Sieger der in zwei Gruppen durchgeführte Spielzeit stiegen in die oberste Liga auf. Es folgte zwei Jahre später eine weitere Erweiterung. Zu den Gruppen Nord und Süd kam die Gruppe West dazu. In der Saison 1996/97 wurde in fünf Gruppen mit insgesamt 83 Mannschaften, die höchste Anzahl teilnehmender Teams in der Geschichte der 2. HNL, gespielt.
Ab 1998/99 wurde die 2. HNL für drei Jahre eingleisig geführt und die Teilnehmerzahl wurde auf zunächst 19 Teams reduziert. 2001/02 wurde das System für fünf Jahre analog zur zweiten und dritte Saison mit zwei Gruppen wieder eingeführt. Seit 2006/07 wird wieder in einer Gruppe gespielt, wobei die Anzahl der teilnehmenden Teams zwischen 12 und 18 variierte. In der Saison 2021/22 mit 16 Vereinen stieg der Meister direkt auf, während die fünf letzten Teams in die 3. HNL abstiegen.
Für die Saison 2022/23 wurde die 2. HNL zur 1. NL und die 3. HNL zur 2. NL. Des Weiteren wurde die Liga auf 12 Vereine reduziert. Dabei spielen die Teams jeweils dreimal gegeneinander. Zudem wurde der Liganame in Prva liga geändert.

## Aktuelle Saison
In der Saison 2025/26 spielen folgende 12 Mannschaften in der 1. NL.
| Verein                  | Stadt       | Stadion                    | Kapazität |
| ----------------------- | ----------- | -------------------------- | --------- |
| Cibalia Vinkovci        | Vinkovci    | Stadion Cibalia            | 9.958     |
| NK Rudeš                | Zagreb      | Stadion Kranjčevićeva      | 8.850     |
| HNK Orijent 1919 Rijeka | Rijeka      | Stadion Krimeja            | 5.300     |
| NK Dugopolje            | Dugopolje   | Stadion Hrvatski vitezovi  | 5.200     |
| NK Karlovac             | Karlovac    | Gradski Stadion Vukovar    | 12.0000   |
| NK Dubrava Zagreb       | Zagreb      | ŠRC Grana-Klaka            | 2.000     |
| NK Hrvace               | Hrvace      | Gradski stadion u Hrvacama | 2.000     |
| NK Opatija              | Opatija     | Stadion NK Opatija         | 2.000     |
| NK Croatia Zmijavci     | Zmijavci    | ŠRC Marijan Šuto           | 1.300     |
| NK Sesvete              | Zagreb      | svetok Josip Radnik        | 1.200     |
| NK BSK Bijelo Brdo      | Bijelo Brdo | Stadion BSK                | 1.000     |
| NK Jarun Zagreb         | Zagreb      | Stadion NK Jarun           | 1.000     |

## Alle Sieger
| Saison    | Gruppen            | Gruppensieger           | Aufsteiger in die 1. HNL |
| --------- | ------------------ | ----------------------- | --- |
| 1992      | Nord (6 Vereine)   | NK Radnik Velika Gorica | NK Radnik Velika Gorica NK Segesta Sisak NK Pazinka Pazin NK Belišće |
| 1992      | West (4 Vereine)   | NK Pazinka Pazin        | NK Radnik Velika Gorica NK Segesta Sisak NK Pazinka Pazin NK Belišće |
| 1992      | Süd (8 Vereine)    | NK Primorac Stobreč     | NK Radnik Velika Gorica NK Segesta Sisak NK Pazinka Pazin NK Belišće |
| 1992/93   | Nord (16 Vereine)  | NK Dubrava Zagreb       | NK Dubrava Zagreb NK Primorac Stobreč |
| 1992/93   | Süd (16 Vereine)   | NK Primorac Stobreč     | NK Dubrava Zagreb NK Primorac Stobreč |
| 1993/94   | Nord (16 Vereine)  | NK Marsonia             | NK Marsonia NK Neretva Metković |
| 1993/94   | Süd (16 Vereine)   | NK Neretva Metković     | NK Marsonia NK Neretva Metković |
| 1994/95   | Nord (16 Vereine)  | NK Slavonija Požega     | NK Slavonija Požega NK Mladost 127 Suhopolje NK Hrvatski dragovoljac NK Orijent Rijeka NK Uskok Klis NK Dubrovnik                                                                  |
| 1994/95   | West (19 Vereine)  | NK Hrvatski dragovoljac | NK Slavonija Požega NK Mladost 127 Suhopolje NK Hrvatski dragovoljac NK Orijent Rijeka NK Uskok Klis NK Dubrovnik                                                                  |
| 1994/95   | Süd (17 Vereine)   | NK Uskok Klis           | NK Slavonija Požega NK Mladost 127 Suhopolje NK Hrvatski dragovoljac NK Orijent Rijeka NK Uskok Klis NK Dubrovnik                                                                  |
| 1995/96   | Nord (16 Vereine)  | NK Slaven Belupo        | NK Slaven Belupo NK Olimpija Osijek NK Graničar Županja NK Čakovec-Union NK Samobor NK Ponikve Zagreb NK Zagorec Krapina NK Napredak Velika Mlaka NK Junak Sinj NK Mosor Žrnovnica |
| 1995/96   | West (18 Vereine)  | NK Samobor              | NK Slaven Belupo NK Olimpija Osijek NK Graničar Županja NK Čakovec-Union NK Samobor NK Ponikve Zagreb NK Zagorec Krapina NK Napredak Velika Mlaka NK Junak Sinj NK Mosor Žrnovnica |
| 1995/96   | Süd (16 Vereine)   | NK Junak Sinj           | NK Slaven Belupo NK Olimpija Osijek NK Graničar Županja NK Čakovec-Union NK Samobor NK Ponikve Zagreb NK Zagorec Krapina NK Napredak Velika Mlaka NK Junak Sinj NK Mosor Žrnovnica |
| 1996/97   | Nord (16 Vereine)  | NK Budućnost Hodošan    | keiner |
| 1996/97   | Ost (16 Vereine)   | NK Croatia Đakovo       | keiner |
| 1996/97   | West (16 Vereine)  | NK Jadran Poreč         | keiner |
| 1996/97   | Süd (19 Vereine)   | RNK Split               | keiner |
| 1996/97   | Mitte (16 Vereine) | NK Lučko Zagreb         | keiner |
| 1997/98   | Nord (16 Vereine)  | NK Čakovec              | Cibalia Vinkovci |
| 1997/98   | Ost (16 Vereine)   | Cibalia Vinkovci        | Cibalia Vinkovci |
| 1997/98   | West (16 Vereine)  | NK Jadran Poreč         | Cibalia Vinkovci |
| 1997/98   | Süd (17 Vereine)   | RNK Split               | Cibalia Vinkovci |
| 1997/98   | Mitte (17 Vereine) | NK Segesta Sisak        | Cibalia Vinkovci |
| 1998/99   | 19 Vereine         | NK Vukovar ’91          | NK Vukovar '91 NK Istra Pula |
| 1999/2000 | 17 Vereine         | NK Marsonia             | NK Marsonia NK Čakovec |
| 2000/01   | 18 Vereine         | NK Kamen Ingrad Velika  | NK Kamen Ingrad Velika NK Pomorac Kostrena NK Zadar NK TŠK Topolovac |
| 2001/02   | Nord (16 Vereine)  | NK Vukovar ’91          | keiner |
| 2001/02   | Süd (16 Vereine)   | NK Istra Pula           | keiner |
| 2002/03   | Nord (16 Vereine)  | NK Marsonia             | NK Marsonia Inter Zaprešić |
| 2002/03   | Süd (16 Vereine)   | Inter Zaprešić          | NK Marsonia Inter Zaprešić |
| 2003/04   | Nord (16 Vereine)  | Međimurje Čakovec       | Međimurje Čakovec NK Pula 1856 |
| 2003/04   | Süd (16 Vereine)   | NK Pula 1856            | Međimurje Čakovec NK Pula 1856 |
| 2004/05   | Nord (16 Vereine)  | Cibalia Vinkovci        | Cibalia Vinkovci |
| 2004/05   | Süd (16 Vereine)   | NK Novalja              | Cibalia Vinkovci |
| 2005/06   | Nord (16 Vereine)  | NK Belišće              | HNK Šibenik |
| 2005/06   | Süd (16 Vereine)   | HNK Šibenik             | HNK Šibenik |
| 2006/07   | 16 Vereine         | Inter Zaprešić          | Inter Zaprešić NK Zadar |
| 2007/08   | 16 Vereine         | NK Croatia Sesvete      | Croatia Sesvete |
| 2008/09   | 16 Vereine         | NK Istra 1961           | NK Istra 1961 NK Karlovac NK Lokomotiva Zagreb Međimurje Čakovec |
| 2009/10   | 14 Vereine         | RNK Split               | RNK Split NK Hrvatski dragovoljac |
| 2010/11   | 16 Vereine         | HNK Gorica              | NK Lučko Zagreb |
| 2011/12   | 15 Vereine         | NK Dugopolje            | keiner |
| 2012/13   | 16 Vereine         | NK Hrvatski dragovoljac | NK Hrvatski dragovoljac |
| 2013/14   | 12 Vereine         | NK Zagreb               | NK Zagreb |
| 2014/15   | 12 Vereine         | Inter Zaprešić          | Inter Zaprešić |
| 2015/16   | 12 Vereine         | Cibalia Vinkovci        | Cibalia Vinkovci |
| 2016/17   | 12 Vereine         | NK Rudeš                | NK Rudeš |
| 2017/18   | 12 Vereine         | HNK Gorica              | HNK Gorica |
| 2018/19   | 14 Vereine         | NK Varaždin             | NK Varaždin |
| 2019/20   | 16 Vereine         | HNK Šibenik             | HNK Šibenik |
| 2020/21   | 18 Vereine         | NK Hrvatski dragovoljac | NK Hrvatski dragovoljac |
| 2021/22   | 16 Vereine         | NK Varaždin             | NK Varaždin |
| 2022/23   | 12 Vereine         | NK Rudeš                | NK Rudeš |
| 2023/24   | 12 Vereine         | HNK Šibenik             | HNK Šibenik |
| 2024/25   | 12 Vereine         | HNK Vukovar 1991        | HNK Vukovar 1991 |

| Siege | Verein (Jahr des Erfolges)                    |
| ----- | --------------------------------------------- |
| 3     | NK Marsonia Slavonski Brod (1994, 2000, 2003) |
| 3     | RNK Split (1997, 1998, 2010)                  |
| 3     | Cibalia Vinkovci (1998, 2005, 2016)           |
| 3     | NK Vukovar ’91 (1999, 2002, 2025)             |
| 3     | NK Hrvatski dragovoljac (1995, 2013, 2021)    |
| 3     | Inter Zaprešić (2003, 2007, 2015)             |
| 3     | HNK Šibenik (2006, 2020, 2024)                |
| 2     | NK Primorac Stobreč (1992, 1993)              |
| 2     | HNK Velika Gorica (1992, 2011)                |
| 2     | NK Jadran Poreč (1997, 1998)                  |
| 2     | NK Istra 1961 (2004, 2009)                    |
| 2     | NK Varaždin (2019, 2022)                      |
| 2     | NK Rudeš (2017, 2023)                         |
| 1     | NK Pazinka Pazin (1992)                       |
| 1     | NK Dubrava Zagreb (1993)                      |
| 1     | NK Neretva Metković (1994)                    |
| 1     | NK Slavonija Požega (1995)                    |
| 1     | NK Uskok Klis (1995)                          |
| 1     | NK Junak Sinj (1996)                          |
| 1     | NK Slaven Belupo Koprivnica (1996)            |
| 1     | NK Samobor (1996)                             |
| 1     | NK Croatia Đakovo (1997)                      |
| 1     | NK Budućnost Hodošan (1997)                   |
| 1     | NK Lučko Zagreb (1997)                        |
| 1     | Segesta Sisak (1998)                          |
| 1     | NK Čakovec (1998)                             |
| 1     | NK Kamen Ingrad (2001)                        |
| 1     | NK Istra Pula (2002)                          |
| 1     | Međimurje Čakovec (2004)                      |
| 1     | NK Novalja (2005)                             |
| 1     | NK Belišće (2006)                             |
| 1     | Croatia Sesvete (2008)                        |
| 1     | NK Dugopolje (2012)                           |
| 1     | NK Zagreb (2014)                              |
| 1     | HNK Gorica (2018)                             |